# Lepthyphantes biseriatus
Lepthyphantes biseriatus là một loài nhện trong họ Linyphiidae.
Loài này thuộc chi Lepthyphantes. Lepthyphantes biseriatus được Eugène Simon & Jean-Louis Fage miêu tả năm 1922.